# Damxung
Damxung (en chino:当雄县, pinyin:Dāngxióng xiàn, en tibetano:འདམ་གཞུང་རྫོང་, Wylie:dam gzhung rdzong) es una condado bajo la administración directa de la ciudad-prefectura de Lhasa, en el sur de la Región Autónoma del Tíbet, República Popular China. Situada en los montes Nyenchen Tanglha a una altura promedio de 4290 m s. n. m. Su área es de 10 036 km² y su población total es de 40 000 habitantes según el censo de 2003.

## Administración
La condado de Damxung administra 8 pueblos , que se dividen en 2 poblados y 6 villas: 
- Poblado Damquka འདམ་ཆུ་ཁ  - 当曲卡镇
- Poblado Yangbajain ཡངས་པ་ཅན - 羊八井镇
- Villa Gyaidar རྒྱས་དར - 格达乡
- Villa Nyingzhung སྙིང་དྲུང - 宁中乡
- Villa Gongtang ཀོང་ཐང公 - 塘乡
- Villa Lungring ལུང་རིང - 龙仁乡
- Villa Uma དབུ་མ་ཐང - 乌玛塘乡
- Villa Namco གནམ་མཚོ - 纳木错乡

## Geografía
Damxung significa "seleccionar pasto" en la lengua tibetana. El condado tiene un área de 10 036 kilómetros cuadrados, con topografía accidentada.Damxung es larga y estrecha, mide 185 kilómetros del noreste hasta el extremo suroeste, y como máximo de 65 kilómetros de ancho. Es tectónicamente activa. El 6 de octubre de 2008, un sismo de magnitud 6,6 en la escala de magnitud Richter sacudió la zona. En noviembre de 2010 un sismo moderado de 5,2 en la escala de richter destruyó casas sin dejar heridos.
A 46 km del centro del condado se encuentra el lago Namtso con una superficie de 1920 km², de los cuales el 45% yace en el condado de Damxung. Namtso es uno de los grandes lagos de la meseta tibetana. Las montañas Nyenchen Tanglha se extienden a lo largo del noroeste del condado. El pico del Nyenchen llega a los 7111 m s. n. m. Las montañas Nyainqentanglha definen la divisoria de aguas entre el norte y el sur del Tíbet. Un valle con altura de unos 4200 metros corre paralelo a las montañas. 30% de la superficie total del condado está en la pradera de este valle que es trazado por el río Lhasa .